# Insignes de l'armée italienne
Un insigne militaire est, dans l'armée italienne, un accessoire faisant partie de l'uniforme utilisé pour indiquer un statut particulier, une position, un mérite ou une capacité de la personne qui le porte. Elle diffère sensiblement du grade ou de l'honneur en ce qu'elle n'est pas associée à une médaille, mais à un certificat de reconnaissance. Ils peuvent être accompagnés de plaques métalliques comme insignes ou de rubans spécifiques à apposer sur le médaillon.
Elles sont subdivisées en différentes catégories et leur port est obligatoire comme toute autre décoration ou grade, car elles permettent de mieux identifier le soldat qui les porte. En fonction de leur importance, ils sont divisés en différentes catégories, dans l'ordre suivant :
- d'affectation
- d'honneur
- de mérite
- traditionnel
- souvenir
- de l'instructeur
- d'appartenance
- de spécialisation.

Chaque catégorie d'insignes respecte l'ordre de succession suivant :
- international
- interforce
- de la force armée à laquelle il appartient
- des autres Forces Armées, par ordre d'ancienneté de titularisation
- civil.

Les insignes non nationaux suivent tous les insignes nationaux et sont classés dans l'ordre de la catégorie indiquée pour ces derniers. Parmi les insignes similaires délivrés par des États différents, l'ordre dicté, au cas par cas, par des raisons de convenance internationale sera suivi,.

## Insignes de fonction
Les badges d'affectation sont des badges utilisés temporairement par le personnel occupant un poste spécifique au sein de l'armée. Ils sont dans l'ordre de succession :
 Fourragère pour les officiers titulaires de mandats spéciaux

 Conseiller militaire et premier aide de camp du Président de la République,,
 Conseiller militaire adjoint du Président de la République; Assistant militaire et aide de camp du président de la République pour l'armée de terre, la marine, l'armée de l'air et les carabiniers italiens ; attaché militaire, naval et de l'armée de l'air, titulaire ou suppléant,.
 Attaché militaire à la Présidence de la République,
 Aide de camp honoraire du Président de la République,
 Officier de campagne, de drapeau et d'aviation
 Adjutant Major / Chef du Bureau de la Majorité et du Personnel
 Délégué au Comité central de représentation militaire (COCER)
 Délégué au comité intérimaire des représentants militaires (COIR)
 Délégué au Comité de représentation militaire de base (COBAR)

 Sous-officier du corps d'armée

 Sous-officier de corps

## Insignes d'honneur
Les "insignes d'honneur" sont les insignes qui indiquent un statut honorable particulier et sont généralement utilisés pour ceux qui ont été promus ou avancés par le mérite de la guerre ou si, toujours à cause de la guerre, ils ont contracté des conditions physiques ou familiales particulières.
Ils sont dans l'ordre de succession:
 Mutilé de guerre (1916-1957, type a, b, c)
 Mutilé de guerre, personnel hors service (de 1957 à ce jour)
 Mutilé de guerre, personnel en service (de ?)
 Mutilé en service (1934-1957)
 Mutilé en service (1957 à ce jour)
 Mort en service (1934-1957)
 Mort en service (1957-?)
 Blessé de guerre (1917-1934)
 Blessés de guerre (depuis 1934),,
 Blessé en opérations (de 2009 à aujourd'hui),
Blessé dans le personnel de service (de 1934 à aujourd'hui)
 Blessé en service, personnel non en service (à partir de ?)
 ("chevron de fil rouge") Blessures et mutilations subies lors d'actions fascistes pour la cause nationale (1923 à 1935)
 ("distintivo Dolorando Ardo") Blessures et mutilations subies lors d'actions fascistes pour la cause nationale (1935 à 1945)
 Orphelin de guerre (1934-1952)
 Parents et orphelins des morts de la guerre (de 1952 à nos jours)
 Promotion pour mérite de guerre (pour les officiers généraux et amiraux, de 1947 à ce jour)
 Promotion pour mérite de guerre (pour les officiers supérieurs, de 1947 à aujourd'hui)
 Promotion pour mérite de guerre (pour les officiers subalternes, les sous-officiers et les troupes, de 1947 à aujourd'hui)
 Avancement au mérite de guerre (pour les officiers généraux et amiraux)
 Avancement au mérite de guerre (pour les officiers supérieurs)
 Avancement au mérite de guerre (pour les officiers subalternes, les sous-officiers et les troupes)
 Personnel travaillant dans les bureaux de collaboration directe du ministre de la Défense,
 Décoration honorifique inter-forces de l'état-major de la Défense
 Insigne d'honneur de la Maison militaire de la Présidence de la République
 Personnel ayant servi au Secrétariat général de la Présidence de la République
 Insigne d'honneur du Centre des hautes études de défense (CASD)

## Insignes de mérite
Les "badges de mérite" sont des badges spéciaux attribués à la suite de la participation à certains cours ou à certaines activités organisées. Elles sont de deux types, épingle ou ruban, généralement placées sur la poche de poitrine gauche, sauf disposition contraire, le cas échéant sur plusieurs lignes, après les insignes d'honneur, ou si ruban, au fond de la boîte à médailles. Les "insignes de mérite" sont, par ordre de succession :
 Officiers ayant participé au Collège de défense de l'OTAN
 Officiers et fonctionnaires ayant suivi ou dirigé des cours au Centre d'études militaires avancées (CASM) devenu IASD
 Officiers et fonctionnaires ayant suivi ou dirigé des cours à l'Institut des hautes études de la défense (IASD)
 Les officiers et fonctionnaires qui ont suivi ou dirigé des cours au Centre d'études avancées de la défense (CASD)
 Les officiers qui ont suivi ou dirigé des cours à l'Institut d'état-major Interforce. (ISMI)
 Officiers participant au cours supérieur d'état-major interarmées à l'Institut supérieur d'état-major interarmées (ISSMI)
 Astronaute militaire
 Astronaute militaire qualifié pour un vol spatial
 Pilote militaire
 Officiers participant au cours supérieur d'état-major (pour les officiers des forces armées)
 Officiers participant au cours spécial d'état-major (pour les officiers du corps logistique et du corps du génie)
 Observateur d'avion
 Pilote observateur de l'armée.
 Pilote d'hélicoptère.
 Spécialiste de l'aviation de l'armée de terre
 Parachutiste certifié (1966 à aujourd'hui).
 Parachutiste militaire (1963 à nos jours),.
 Directeur du lancement
 Directeur de lancement opérationnel en haute altitude utilisant un équipement d'oxygène
 Parachutiste qualifié pour effectuer des lancements opérationnels en haute altitude en utilisant un équipement à oxygène,
 Volontaire en service permanent (VSP) qui a achevé avec succès la phase de base du "cours de formation initiale" à l'école des sous-officiers de l'armée de terre
 Officiers commissionnés recrutés par nomination directe par concours
 Officiers des rangs spéciaux des forces armées
 Insigne de sport militaire (1969-1999)
 Insigne sportif avec étoile d'or (de 1999 à aujourd'hui)
 Insigne sportif avec étoile argentée (de 1999 à aujourd'hui)
 Insigne sportif avec étoile de bronze (de 1999 à aujourd'hui)
 Insigne sportif avec disque (1999 à aujourd'hui)

## Badges de mérite Interforce
Ces rubans indiquent la possession de qualifications particulières obtenues à la suite de cours spécifiques ou de la participation à des activités particulières. Les rubans de mérite interarmées et des forces armées sont appliqués au-dessus de la poche de poitrine gauche (ou de la hauteur correspondante dans les uniformes du personnel féminin) des uniformes ordinaires et de service après ceux utilisés pour les décorations.
 Service dans l'état-major de la défense
 Cours de qualification/spécialisation NBC (nucléaire, biologique, chimique)
 Inspecteur/accompagnateur CFE/CSBM (Forces armées conventionnelles en Europe, Mesures de confiance et de sécurité)
 Fonctionnaires travaillant directement avec le ministre de la défense

## Insignes de mérite des forces armées
Officiers qui ont suivi le cours d'état-major général et obtenu une "maîtrise en sciences stratégiques".
 Cours d'état-major
 Cours d'état-major - APULT (Formation professionnelle pour les officiers du corps logistique et du corps des ingénieurs de l'armée de terre)
 Cours de spécialisation dans les activités d'état-major (Officiers des rangs d'armes spéciales)
 Officiers du corps de l'administration et de l'intendance, experts en mercéologie et en chimie appliquée.
 Infirmiers sous-officiers
 Sous-officiers techniciens en radiologie
 Sous-officiers dentaires
 Incursore
 Officiers des forces armées participant au "Cours avancé de géographie militaire".
 Officiers des forces armées participant au "Cours de topographie militaire".
 Personnel enseignant militaire ou coordinateur pédagogique
 Ranger
 Acquisition de cibles
 Infirmière vétérinaire
 Cours de branche pour les maréchaux
 Officiers du corps des ingénieurs (informatique, électronique et électronique hors COM)
 Officiers du Corps des Ingénieurs (adresse automobile)
 Officiers du Corps des ingénieurs (adresse des matériaux d'ingénierie)
 Officiers du Corps des ingénieurs (communications électroniques adresse COM)
 Officiers du corps des ingénieurs (armes et munitions))
 Officiers du Corps des ingénieurs (adresse de géotopocartographie)
 Officiers du corps des ingénieurs (chimie-physique)

## Badges traditionnels[36]
Les badges traditionnels représentent le symbole d'une organisation ou d'une unité et le fait que le personnel y appartient (ou y a appartenu). Ils se distinguent des badges de membre par le fait que le transfert vers une autre organisation ou unité (ou la suppression du service) n'invalide pas le droit de les porter.

Bureaux de la présidence/Cabinet
 Militaires attachés aux Présidents émérites de la République
 Personnel militaire en service au Bureau des affaires militaires de la Présidence de la République
 Personnel militaire servant dans les bureaux de collaboration directe du ministre de la Défense
 Officier général anciennement commandant des Carabinieri

Écoles et cours de formation
 Anciens officiers de l'Académie militaire de Modène
 Anciens officiers de l'école militaire de la "Nunziatella".
 Anciens officiers de l'école militaire "Teuliè"
 Cours de quartier-maître (jusqu'au 77e cours)
 Cours de maréchal stagiaire
 Cours de l'Académie militaire (jusqu'au 149e cours)
 Cours de l'Académie militaire (150e à 172e cours)
 Cours de l'Académie militaire (à partir du 173e cours)
 Sous-officier de l'école des cadets (jusqu'au 77e cours)
 Maréchal ayant suivi les cours de l'école des sous-officiers de l'armée
 Officier et sous-officier du secteur transport et matériel (TRAMAT) de l'armée de terre

Brigades et régiments
 Unités de brigade "Sassari"
 Brigade mécanisée "Legnano"
 Brigade mécanisée "Trieste"
 Brigade mécanisée "Mantova"
 Brigade mécanisée "Gorizia"
 Brigade des missiles "Aquileia"
 Brigade alpine "Orobica"
 Brigade alpine "Cadore"
 52e bataillon "Alpi"
 78e régiment d'infanterie "Lupi di Toscana"
 82e régiment d'infanterie "Torino"
 84e bataillon d'infanterie "Venezia"
 157e régiment d'infanterie "Liguria"
 Régiment lagunaire "Serenissima"
 Commandement "EUROFOR"

## Badges souvenirs
Les "badges souvenirs" indiquent que le personnel appartient à des unités ou à des départements qui ont participé à des opérations particulières.
 Souvenir de la campagne de Russie (Réduit russe)
 Soldat ayant appartenu au 1er Régiment motorisé et aux unités du Corps italien de libération (CIL) (1943-1945)
 Parachutiste en guerre.
 Commandant d'unités blindées (organiquement équipées de chars de combat ou de véhicules de combat automoteurs) ou pilote d'unités blindées (chars de combat ou véhicules de combat automoteurs) qui ont participé à des "faits d'armes".
 Commandant d'unités blindées (organiquement équipées de chars ou de véhicules de combat automoteurs) ou pilote d'unités blindées (chars ou véhicules de combat automoteurs) en temps de paix.
 Personnel du commandement et des unités d'artillerie anti-aérienne
Voir Insignes commémoratifs des opérations militaires italiennes.

## Badges d'instructeur
Les badges instructeurs indiquent l'acquisition d'un brevet.
 Instructeur militaire d'alpinisme et de combat en montagne
 Instructeur Tireur d'élite
 Instructeur militaire de ski, d'alpinisme et de combat en montagne
 Instructeur militaire d'alpinisme et de combat en montagne au choix
 Moniteur militaire de ski et de combat en montagne de choix
 Instructeur militaire sélectionné en ski, alpinisme et combat en montagne
 Alpiniste académique militaire.
 Guide alpin militaire
 Instructeur de parachutisme militaire
 Instructeur de parachutisme militaire avec technique de chute libre (TCL).
 Instructeur militaire d'éducation physique
 Instructeur d'équitation militaire
 Instructeur de vol militaire et spécialité.
 Instructeur de conduite militaire
 Instructeur militaire en techniques d'autodéfense et de désarmement
 Instructeur de tir militaire
 Instructeur tireur d'élite.
Instructeur de pilotage militaire pour les véhicules et navires amphibies
 Instructeur de patrouille sélectionné
 Instructeur de patrouille sélectionné
 Instructeur en aéromobilité
 Instructeur cynophile
 Instructeur en droit des opérations militaires (DOM)
 InstructeurMine Risk Education
 Instructeur OPSA. (opérateur polyvalent de sauvetage aquatique)
 Instructeur SMTS (sauvetage par moyens et techniques spéciales)
 Moniteur de sauvetage sur les pistes de ski
 Personnel instructeur qualifié en arts maritimes pour le sauvetage (IAMaS)

## Insignes d'appartenance aux organismes et unités
Ces badges indiquent l'appartenance du personnel à une organisation ou à une unité et ne sont portés que pendant la période où ils sont effectivement dans ces organisations et unités.

## Badges de spécialisation
Les badges de spécialisation indiquent la possession de qualifications particulières obtenues en suivant certains cours de spécialisation.
 Opérateur CIMIC (Coopération civilo-militaire, COCIM) (spécialisation inter-forces)
 Patrouilleur de premier choix
 Guide du chef de patrouille
 "Chevalier élu" (1er niveau)
 "Espoir" (2e niveau)
 Fusilier sélectionné
 Tireur d'élite
 Conseiller juridique
 Explorateur amphibie
 Qualification amphibie
 Personnel qualifié EOD (Explosive Ordnance Disposal) 1er niveau
 Personnel qualifié  EOD 2e niveau
 Personnel qualifié  IEDD (Improvised Explosive Device Disposal)
 Cours de spécialisation en service d'infrastructure
 Cours de spécialisation supérieure en service d'infrastructure
 Formateur de 1er niveau (certifié OSP, orientation et développement professionnel)
 Formateur de 2e niveau (certifié OSP)
 Sélectionneur d'aptitudes (qualifié OSP)
 Interprète militaire
 Maître-chien militaire/conducteur
 Employé Media Combat Team MCT
 Vigilant et gardien militaire VCM

## Note
1. ↑  Arrêté du ministre de la Défense du 25 juillet 2012, n. 162, "Règlement identifiant les noms, armoiries, emblèmes et autres signes distinctifs des forces armées, y compris les carabiniers, à l'usage exclusif du ministère de la Défense, conformément à l'article 300, alinéa 4, du décret législatif no 66 du 15 mars 2010, publié au Journal officiel de la République italienne no 224 du 25 septembre 2012, supplément ordinaire no 186/L." http://www.esercito.difesa.it/equipaggiamenti/militaria/Documents/Distintivi_autorizz_FA_2012_120727.pdf
2. ↑  REGOLAMENTO PER LA DISCIPLINA DELLE UNIFORMI, 2002
3. ↑  Les cordons sont argentés, avec des pointes dorées, pour les officiers généraux et dorés pour les autres officiers. Les cordons sont portés par les officiers occupant les fonctions de : Le Conseiller militaire et le Conseiller militaire adjoint du Président de la République ; le Conseiller militaire et le Conseiller militaire adjoint du Président du Conseil des Ministres ; les Attachés militaires, navals et aéronautiques, titulaires et adjoints, et leurs Assistants techniques respectifs sur le territoire de l'Etat ou des Etats auprès desquels ils sont accrédités et en Italie, lorsqu'ils exercent des fonctions inhérentes à leur fonction, telles que des visites aux Autorités supérieures pour des convocations ou des licences, des voyages en compagnie de personnalités des Pays auprès desquels ils sont accrédités, etc. Les aides de camp, de drapeau et de vol, lorsqu'ils accompagnent les Autorités auxquelles ils sont affectés ; Les aides des Autorités militaires, dans les circonstances où l'Autorité elle-même donne des instructions et dans les cérémonies publiques, à condition qu'aucune autre Autorité d'un rang supérieur ne soit présente. Ils continuent d'être portés par les conseillers militaires qui ont cessé d'exercer leurs fonctions.
4. 1 2  L'insigne est porté, à la place de chaque étoile, sur le revers de l'uniforme. Si l'officier porte une exhibition (grenouilles), l'insigne se superpose à l'exhibition à la place de l'étoile.
5. 1 2  Le personnel ayant cessé ses fonctions continue à porter l'insigne.
6. ↑  L'insigne peut être porté par les présidents émérites de la République qui portent l'uniforme en tant qu'officiers ou sous-officiers en congé.
7. ↑  Le titre de "Conseiller militaire adjoint du Président de la République", en référence à cet insigne, figure dans le "Regolamento sulle Uniformi dell'Esercito" (Règlement sur l'uniforme de l'armée) publié par l'État-major des armées (2009) « Copia archiviata », 26 janvier 2017, mais pas dans le "Regolamento per la disciplina delle Uniformi" (Règles relatives aux uniformes) publié par l'état-major de la défense (2002) http://www.assoarmanazionale.it/attachments/article/62/SMD-G-010%20(uniformi).pdf
8. ↑  Seuls les assistants militaires qui ont cessé leurs fonctions sont autorisés à continuer à porter l'insigne.
9. ↑  Ainsi, la nomenclature selon le "Regolamento sulle Uniformi dell'Esercito" (Règlement sur l'uniforme de l'armée) (2009); le "Regolamento per la disciplina delle Uniformi" (Règles relatives aux uniformes) (2002) définit le poste comme "Assistant militaire et aide de camp du Président de la République".
10. ↑  Le commandant général de la brigade mécanisée "Granatieri di Sardegna" en est fier, mais seulement pour la durée de son mandat.
11. 1 2  « Copia archiviata », 26 janvier 2017
12. 1 2 3 4 5  Le badge est porté uniquement pour la durée de la mission.
13. ↑  Les épingles d'honneur sont appliquées sur la veste des uniformes ordinaires et de service (et dérivés) au-dessus des rubans des décorations, de la gauche vers la droite de l'observateur, dans l'ordre de succession suivant : mutilé de guerre ; mutilé de service ; promotion pour mérite de guerre ; avancement pour mérite de guerre.
14. 1 2 3  Arrêté royal du 28 septembre 1934, n. 1820 http://www.normattiva.it/atto/caricaDettaglioAtto?atto.dataPubblicazioneGazzetta=1934-11-19&atto.codiceRedazionale=034U1820
15. 1 2  Il est appliqué à un angle de 45° vers l'avant et vers le bas, sur la manche droite de la veste, avec la partie la plus basse vers l'avant à environ 15 cm de l'articulation de l'épaule. Les badges suivants doivent être espacés de 3 mm.
16. 1 2  Les personnels ayant reçu plusieurs types d'insignes (blessés de guerre, blessés en opérations, blessés en service) portent les insignes de blessés de guerre, blessés en opérations et blessés en service dans l'ordre de haut en bas.
17. ↑  « Copia archiviata », 12 août 2017
18. ↑  « Ferite e mutilazioni riportate in azioni fasciste per la causa nazionale (dal 1923 al 1935) », 12 août 2017
19. ↑  « Ferite e mutilazioni riportate in azioni fasciste per la causa nazionale (dal 1935 al 1945) », 12 août 2017
20. ↑  Les insignes sont portés autant de fois que le nombre de promotions pour le mérite de guerre atteint. Les insignes de promotion pour mérite de guerre sont également valables comme insigne pour les officiers de réserve transférés au service permanent pour mérite de guerre.
21. ↑  On porte autant d'insignes que le nombre d'avancements pour le mérite de guerre atteint.
22. ↑  Décerné au personnel méritant qui a servi avec un sens élevé du devoir et un comportement irréprochable pendant une période continue d'au moins douze mois.
23. ↑  L'utilisation du badge est obligatoire pendant la durée du service dans les offices. Elle est facultative lorsque le membre du personnel est transféré vers une autre agence.
24. ↑  Elle est portée par les officiers qui ont suivi les cours de l'ISMI ou qui les ont dirigés pendant au moins une année scolaire, à partir du 6 juin 1958.
25. ↑  L'insigne ne remplace pas l'insigne des forces armées (aigle aux ailes déployées). Elle doit être portée à tout moment, même lors de l'exercice de fonctions d'état-major.
26. 1 2  Il doit être porté en permanence, même lorsqu'on occupe un poste à l'état-major général.
27. ↑  Non compatible avec tout autre insigne de pilote.
28. ↑  Au centre de la poche de poitrine gauche.
29. 1 2 3 4  Sur la poche de poitrine droite.
30. ↑  Les personnels titulaires de plus d'une licence de parachutiste militaire ne peuvent porter sur leur uniforme que deux insignes délivrés par des autorités militaires non nationales.
31. ↑  Cet insigne est porté à la place de l'insigne de parachutiste/chef de parachute.
32. 1 2  Côté droit sur le rabat de la poche poitrine gauche.
33. ↑  Gauche sur le rabat de la poche de poitrine droite.
34. ↑  Insigne des sports a été créé en vertu de la Décret du 14 avril 1999
35. ↑  Le ruban est maintenu en usage "ad esaurimento". Exclut la possibilité de porter le ruban "Etat-Major"..
36. ↑  Ils sont portés sur la veste de l'uniforme ordinaire et de service (et dérivés), sur le côté gauche de la poche de poitrine gauche de la veste ou hauteur correspondante dans les uniformes du personnel féminin, sauf indication contraire. Même si la personne a droit à plusieurs insignes, elle ne porte qu'un seul insigne traditionnel de l'unité et/ou de l'autorité supérieure dans laquelle elle sert ou a servi, en plus de ceux liés à la formation et/ou aux écoles militaires suivies.
37. ↑  Il est accroché au bouton de la poche de poitrine gauche.
38. ↑  Pour les cours sans cet accessoire, un seul insigne a été établi.
39. 1 2  Les anciens élèves de l'Académie militaire de Modène sont également autorisés à porter le titre de.
40. ↑  Elle porte en relief, au centre du blason héraldique, le numéro du cours en métal doré.
41. ↑  Il se porte au centre de la poche de poitrine gauche.
42. ↑  Il est porté, avec l'uniforme du service d'été à la place des affichages, au milieu de la poche de poitrine droite.
43. ↑  Les insignes de souvenir sont portés sur la veste de l'uniforme ordinaire et de service (et dérivés), au nombre maximum de deux, et sont appliqués de la manière suivante : au-dessus de la poche droite, les insignes de parachutiste en guerre, de souvenir de la campagne de Russie, du 1er régiment motorisé et du C.I.L., des contingents militaires en opérations de paix (voir Insignes commémoratifs des opérations militaires italiennes), au choix du titulaire ; au centre de la poche de poitrine gauche, les insignes de commandant d'unités blindées en guerre ou en paix et de personnel d'unités d'artillerie antiaérienne.
44. ↑  Remplace l'insigne de "Parachutiste militaire".
45. 1 2  L'ordre de succession des badges résulte de la liste suivante.
46. 1 2 3 4  Remplace les rubans précédents.
47. ↑  Il est décerné aux officiers et sous-officiers anciens moniteurs d'alpinisme militaire et moniteurs de ski militaire qui ont des mérites particuliers dans le domaine du ski alpinisme. Il remplace les rubans précédents.
48. ↑  Exclut la possibilité de porter tous les rubans militaires d'instructeur d'alpinisme, de ski et de combat en montagne.
49. ↑  Remplace l'insigne "Instructeur de parachutisme militaire"
50. ↑  Remplace les rubans " Chevalier élu " (1er niveau) et " Espoir " (2e niveau).
51. ↑  Le personnel de l'aviation militaire est autorisé à porter le ruban correspondant uniquement pendant la période où il détient la qualification.
52. ↑  Remplace le ruban "Tireur d'élite".
53. ↑  Remplace les rubans de 'Instructeur Patrouilleur sélectionné' et 'Patrouilleur sélectionné'.
54. 1 2 3 4 5  Le ruban du niveau supérieur exclut le ruban du niveau inférieur.
55. ↑  Exclut la possibilité de porter les rubans pour les officiers médicaux et psychologiques et pour les formateurs (1er et 2e niveau)..

## Source
- (it) Cet article est partiellement ou en totalité issu de l’article de Wikipédia en italien intitulé « Distintivi dell'Esercito Italiano » (voir la liste des auteurs).

## Connexions externes
- « Site de l'armée italienne sur les insignes militaires en usage »